# Паракорд
Паракордът (на английски: Parachute cord – парашутна връв) е здраво и леко найлоново въже, което през Втората световна война се е използвало в подвесните системи на американските парашути. След края на войната, при ликвидирането на военните запаси и разпродажбата на паракорда на цивилни лица, се оказва, че той е много практичен и намира употреба в много и най-различни сфери от ежедневието, главно заради високата си здравина и лекотата.
Военният стандарт на САЩ „MIL-C-5040H“ определя шест типа паракорд: I, IA, II, IIA, III, IV, които имат следните характеристики:
| Тип | Издръжливост | Издръжливост | Минимална елонгация, % | Минимална дължина на 1 фунт | Минимална дължина на 1 фунт | Минимална дължина на 1 фунт | Брой нишки       | Структура на обвивката |
| --- | ------------ | ------------ | ---------------------- | --------------------------- | --------------------------- | --------------------------- | ---------------- | ---------------------- |
| Тип | lb           | kg           | Минимална елонгация, % | ft                          | m                           | макс. тегло, g/m            | Брой нишки       | Структура на обвивката |
| I   | 95           | 43           | 30                     | 950                         | 290                         | 1.57                        | 4 to 7           | 32/1 или 16/2          |
| IA  | 100          | 45           | 30                     | 1050                        | 320                         | 1.42                        | (няма сърцевина) | 16/1                   |
| II  | 400          | 181          | 30                     | 265                         | 81                          | 5.62                        | 4 to 7           | 32/1 или 36/1          |
| IIA | 225          | 102          | 30                     | 495                         | 151                         | 3.00                        | (няма сърцевина) | 32/1 или 36/1          |
| III | 550          | 249          | 30                     | 225                         | 69                          | 6.61                        | 7 to 9           | 32/1 или 36/1          |
| IV  | 750          | 340          | 30                     | 165                         | 50                          | 9.02                        | 11               | 32/1, 36/1 или 44/1    |

Понастоящем в туризма и практиките за оцеляване е модерна тенденцията за изработка на гривни, колани и други аксесоари от паракорд. Те могат да се носят като моден аксесоар, а в критична ситуация да бъдат разплетени и да се използват в борбата за оцеляване.